# Пискатакуа (окръг, Мейн)
Окръг Пискатакуа (на английски: Piscataquis County) е окръг в щата Мейн, Съединени американски щати. Площта му е 11 336 km², а населението – 16 843 души (2016). Административен център е град Довър-Фокскрофт.